# Ernest Hello
Ernest Hello (4 de noviembre de 1828-14 de julio de 1885) fue un escritor católico francés, que produjo libros y artículos sobre filosofía, teología y literatura.

## Biografía
Nacido en Lorient, en Bretaña, Francia era hijo de un abogado que ocupó cargos de gran importancia en Rennes y en París. Legó la pequeña finca solariega de Keroman donde murió el filósofo-ensayista. El escritor fue un estudiante de primera en Rennes y obtuvo honores como licenciado en derecho en el famoso Colegio Louis-le-Grand de París, pero declinó esa profesión debido a su ambivalencia moral. En parte bajo la influencia de las obras de Jean-Baptiste Henri Lacordaire, Jules Amédée Barbey d'Aurevilly y Louis Veuillot, siendo estos dos últimos los cruzados polémicos más brillantes y temidos de la Iglesia en la prensa, fundó un periódico Le Croisé (" The Crusader") en 1859 pero solo duró dos años debido a un desacuerdo con su cofundador. Esta fue una de las mayores decepciones de su vida. Sin embargo, escribió mucho en otros periódicos y, a partir de entonces, sus ensayos aparecieron en toda Francia, así como en Bélgica y Nueva Orleans 'Le Propagateur'.
Frágil desde la infancia, también padecía una enfermedad de la columna o de los huesos. Esta lucha probablemente tiñó su prosa con una tensión melancólica, que es sorprendentemente original como se menciona en J.-K. obra de Huysmans (compartían la veneración del místico Juan de Ruysbroeck). Ambos escritores, como Léon Bloy, son casi imposibles de traducir. En 1857, se casó con Zoë Berthier, hija de un oficial del ejército y también talentosa escritora, que era diez años mayor y amiga desde algunos años antes de su matrimonio. Ella se convirtió en su devota enfermera, lo que le provocó abusos por parte de los periodistas de la época por su estimable tutela.

## Obras
El trabajo de Hello es algo variado en forma pero uniforme en espíritu. Su libro más conocido, Fisonomías de los santos (1875), que ha sido traducido al inglés (1903) como Studies in Saintship, no muestra mejor sus cualidades. Cuentos extraordinarios, publicado poco antes de su muerte, es más original y se cita a menudo por su prosa artística pero lúcida. 
Pero ahora se recuerda a Ernest Hello sobre todo por una serie de ensayos filosóficos y críticos, desde Renan, Alemania y el ateismo (1861), que se volvió a publicar en una edición ampliada póstumamente, hasta El Hombre (1871) sobre la vida., el arte y la ciencia en relación con la vida actual (estaba en su séptima edición en 1905), y Los platillos de la balanza (1880) hasta el publicado póstumamente El Siglo, probablemente su obra maestra.
La peculiaridad de su punto de vista y la originalidad y el vigor de su enfoque hacen que sus estudios, de Shakespeare, Hugo y otros, tengan una importancia permanente como "triangulación" literaria, los resultados de objeto, sujeto y punto de vista. Su interés en la aplicación de la filosofía y la teología a la condición humana moderna es una exploración duradera y, de hecho, va más allá de los parámetros más estrictos del pensamiento de la Iglesia para hablar a quienes buscan una manera de vivir y diseñar una perspectiva creativa.

## Publicaciones
- M. Renan, Alemania y el ateísmo en el siglo XIX (1859)
- El estilo (1861)
- Obras escogidas de Jeanne Chézard de Matel (1870)
- El día del Señor (1871)
- El hombre (1872)
- Fisonomías de los santos (1875)
- Cuentos extraordinarios (1879)
- Los platillos de la balanza (1880)
- Filosofía y ateísmo (1888)
- El siglo (1896)
- Palabras de Dios (1899)
- Oraciones y meditaciones inéditas (1911)
- De la nada a Dios (1921)
- Miradas y luces (1923)